# Navan
Navan (forma anglicizzata) o An Uaimh (in irlandese, lett. "la caverna") è una cittadina dell'Irlanda, capoluogo di contea del Meath, nella provincia di Leinster.

## Geografia fisica
La città è alla confluenza dei fiumi Boyne e Blackwater; situata sulla strada Nazionale Primaria N3, è la nona città più grande della nazione e la più veloce in termini di crescita demografica, in accordo con i dati del censimento nazionale del 2002 che evidenziano una crescita del 51,6% dal 1996.

## Storia
Navan ha ereditato il pregio di capoluogo da Trim, storica county town della contea. Nei pressi della città sono situale le Tara Mines, le cave di zinco più grandi di Europa. Tempo fa Navan era anche sede della diocesi cattolica del Meath, ma dopo alcuni problemi e scandali, è stata trasferita a Mullingar.
Attorno al 540 vi nacque il monaco missionario evangelizzatore san Colombano, futuro abate di Luxeuil-les-Bains (Francia) e di Bobbio (Italia). Le popolazioni antiche come i Volunzi che abitavano queste terre si sono sempre opposti alle conversioni religiose. Ad oggi resta una grande tradizione pagana anche nelle nuove generazioni.

## Principali monumenti
Nei pressi ci sono i resti di un'abbazia cistercense del XII secolo.

## Amministrazione

### Gemellaggi
- Bobbio
- Broccostella